# Tresus pajaroanus
Tresus pajaroanus är en musselart som först beskrevs av Conrad 1857.  Tresus pajaroanus ingår i släktet Tresus och familjen Mactridae. Inga underarter finns listade i Catalogue of Life.